# カスパーゼ-3
カスパーゼ-3（英: caspase-3）は、カスパーゼ-8、カスパーゼ-9と相互作用するカスパーゼであり、ヒトではCASP3遺伝子にコードされる。CASP3のオルソログは、全ゲノムデータが利用可能な哺乳類の多数で同定されている。オルソログは、鳥類、爬虫類、両生類、真骨類にも存在している。
CASP3タンパク質は、カスパーゼ（cysteine-aspartic acid protease）ファミリーのメンバーである。カスパーゼの連続的な活性化は、アポトーシスの実行期（execution phase）に中心的な役割を果たす。カスパーゼ-3は不活性な酵素前駆体として存在し、保存されたアスパラギン酸残基でタンパク質分解によるプロセシングが行われることで大小2つのサブユニットが生じ、それらが二量体化して活性型酵素が形成される。カスパーゼ-3はアミロイドβ(A4)前駆体タンパク質の切断に関与する主要なカスパーゼで、アルツハイマー病における神経細胞死と関係している。この遺伝子の選択的スプライシングによって2種類の転写産物が生成されるが、コードされるタンパク質は同じである。

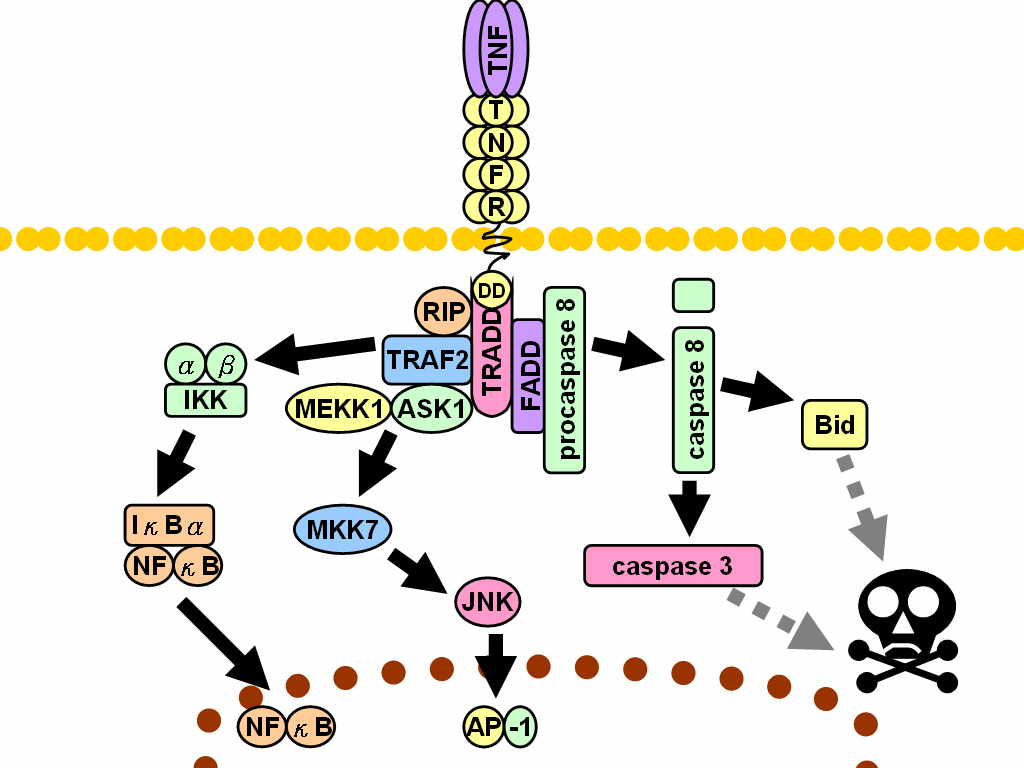
TNFによるシグナル伝達経路。灰色の破線は多段階であることを示している。

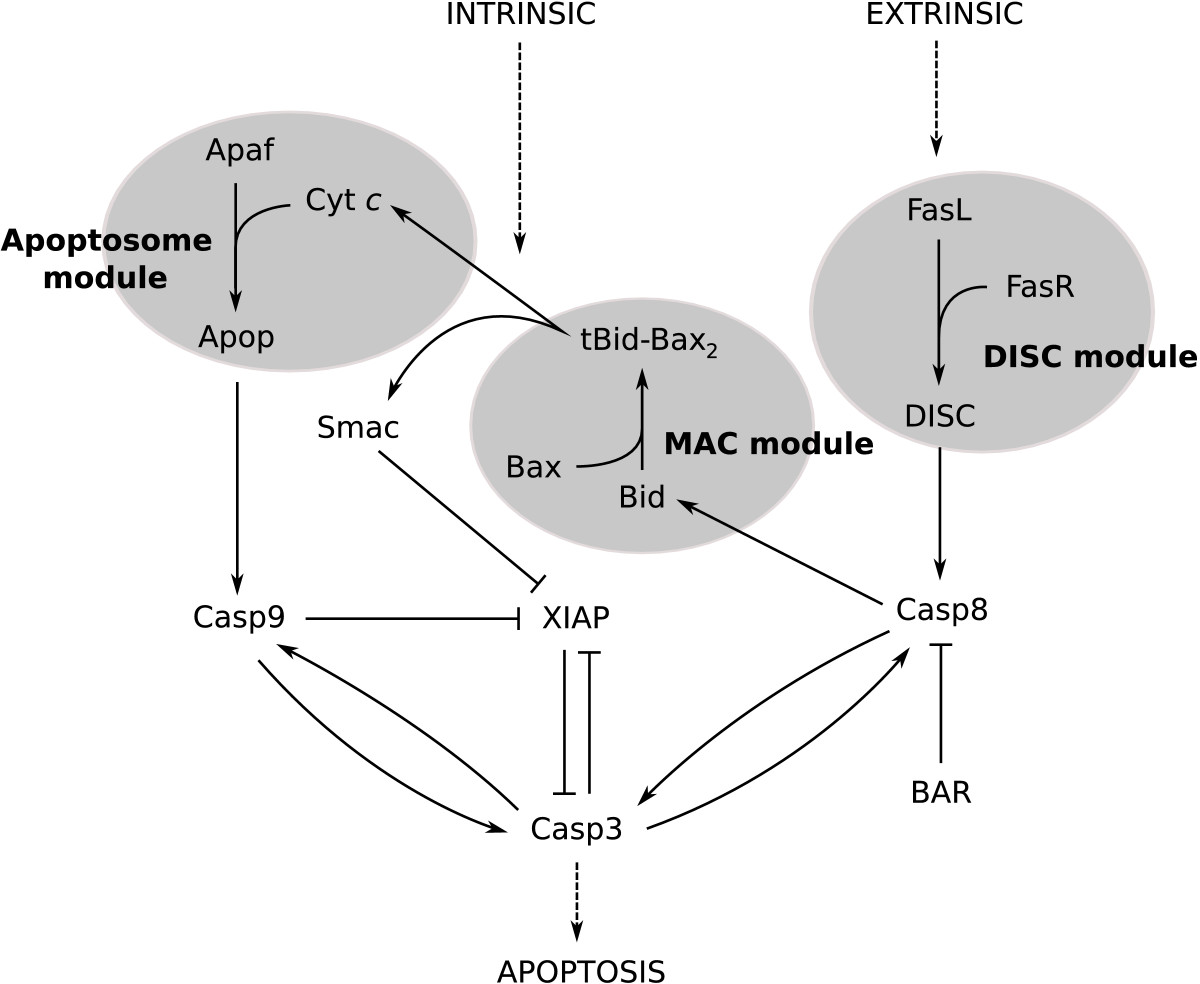
カスパーゼ-3の活性化を引き起こす経路

カスパーゼ-3は、既知のすべてのカスパーゼに共通した典型的な特徴の多くを備えている。例えば、その活性部位にはシステイン残基（Cys163）とヒスチジン残基（His121）が存在し、特定の4アミノ酸配列中のアスパラギン酸のC末端側でのペプチド結合の切断が安定化される。この特異性によってカスパーゼの選択性はかなり高くなり、グルタミン酸と比較してアスパラギン酸に対する選択性は20,000倍となる。細胞内のカスパーゼ-3の重要な特徴は、プロカスパーゼと呼ばれる酵素前駆体として存在していることであり、生化学的な変化によって活性化が引き起こされるまでは不活性な状態である。

## 基質特異性
通常条件下では、カスパーゼは基質中の4ペプチド配列を認識し、アスパラギン酸残基の後のペプチド結合を加水分解する。カスパーゼ-3とは類似した基質特異性を持ち、Asp-x-x-Aspという4ペプチドを認識する。C末端側のアスパラギン酸は絶対に必要であるが、他の3つの位置の多様性はある程度許容される。カスパーゼの基質特異性は、阻害剤や薬剤のデザインに広く利用されている。

## 構造
カスパーゼ-3（CPP32、Yama、apopainとしても知られる）は、32 kDaの酵素前駆体として産生され、17 kDaと 12 kDaのサブユニット（p17とp12）へと切断される。プロカスパーゼが特定の残基で切断されると、活性型のヘテロ四量体が形成される。まずp17とp12のβシートが連結されてヘテロ二量体を形成し、その後他のヘテロ二量体と相互作用することで、12本のストランドからなるβシートがαヘリックスで囲まれた、カスパーゼに特徴的な構造が形成される。ヘテロ二量体同士がhead-to-tail型に並んだ際、活性部位は分子の両端に形成される。Cys163とHis121はp17サブユニットに存在している。 

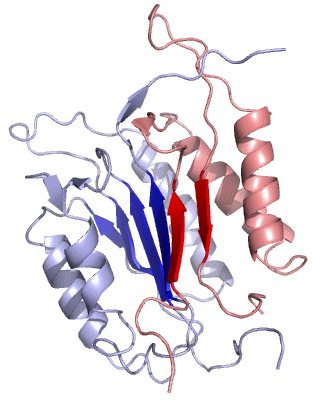
カスパーゼ-3のp12（ピンク）とp17（淡青）サブユニット。βシート構造がそれぞれ赤と青で示されている。

## 機構
カスパーゼ-3の触媒部位には、Cys163のスルフヒドリル基とHis121のイミダゾール環が存在する。His121は重要なアスパラギン残基のカルボニル基を安定化し、Cys163は最終的なペプチド結合の切断の際に攻撃を行う。Cys163とGly122は、水素結合によって基質-酵素複合体の四面体型遷移状態を安定化する機能も持つ。In vitroでは、カスパーゼ-3は DEVDG（Asp-Glu-Val-Asp-Gly）配列の2つ目のアスパラギン酸残基のC末端側（DとGの間）での切断に対する選択性があることが判明している。カスパーゼ-3は幅広いpHで活性があり、他の実行型カスパーゼの多くよりもわずかに高い（塩基性側の）範囲である。この幅広さは、カスパーゼ-3が正常な条件下でもアポトーシス条件下でも十分に活性があることを示している。

## 活性化
カスパーゼ-3は、外因性（デスリガンド）経路か内因性（ミトコンドリア）経路かに関わらずアポトーシスを引き起こした細胞で活性化される。カスパーゼ-3が酵素前駆体として存在しているとは必要不可欠であり、そうした調節がなければカスパーゼ活性によって無差別に細胞死が引き起こされる。実行型（エフェクター）カスパーゼであるため、アポトーシスシグナル伝達イベントが発生して誘導型（イニシエーター）カスパーゼによって切断されるまで、カスパーゼ-3の酵素前駆体は事実上活性を持たない。そうしたイベントの1つがグランザイムBの誘導であり、細胞傷害性T細胞の標的となった細胞でイニシエーターカスパーゼを活性化させる。この外因性因子による活性化によってアポトーシス経路に特徴的なカスパーゼカスケードが誘導され、そこではカスパーゼ-3が主要な役割を果たす。内因性因子による活性化では、ミトコンドリアのシトクロムcが、カスパーゼ-9、Apaf-1、ATPと協働してプロカスパーゼ-3のプロセシングを行う。これらの分子はin vitroでカスパーゼ-3を活性化するのには十分であるが、in vivoでは他の調節タンパク質が必要である。

## 阻害
カスパーゼを阻害する方法の1つは、cIAP1、cIAP2、XIAP、ML-IAPを含むアポトーシス阻害因子を介して行われる。XIAPは、カスパーゼ-3の活性化に直接関係しているカスパーゼ-9に結合して阻害を行う。しかしカスパーゼカスケード中では、カスパーゼ3はカスパーゼ-9を特定の部位で切断することで、XIAPによるカスパーゼ-9への活性阻害のための結合を防ぎ、XIAPの活性を阻害する。
マンゴスチン（Garcinia mangostana）のエキスは、アミロイドβ処理されたヒトの神経細胞でカスパーゼ-3の活性化を阻害することが示されている。

## 生物学的機能
カスパーゼ-3は、アポトーシスにおける典型的な役割と同様、脳の正常な発生に必須であり、クロマチンの凝縮とDNAの断片化を担う。カスパーゼの断片であるp17の血中濃度の上昇は、直近の心筋梗塞のサインとなる。また、カスパーゼ-3が胚性幹細胞や造血幹細胞の分化に関与している可能性が示されている。

## 相互作用
カスパーゼ-3は次に挙げる因子と相互作用することが示されている。
- CASP8[32][33]
- NMT2（英語版）[34]
- CFLAR（英語版）[35][36]
- DCC（英語版）[37]
- GroEL（英語版）[38][39]
- HCLS1（英語版）[40][41]
- サバイビン[42][43]
- TRAF3（英語版）[44][45]
- XIAP[46][47][48][49][50][51]
- NFE2L2（英語版）[52]

## 関連文献
- “Caspases: the executioners of apoptosis”. The Biochemical Journal 326 (Pt 1):  1–16. (August 1997). doi:10.1042/bj3260001. PMC 1218630. PMID 9337844.
- Cytostatic p21 G protein-activated protein kinase gamma-PAK. Vitamins & Hormones. 62. (2001). pp. 167–98. doi:10.1016/S0083-6729(01)62004-1. ISBN 9780127098623. PMID 11345898
- “Structure and function of HIV-1 auxiliary regulatory protein Vpr: novel clues to drug design”. Current Drug Targets. Immune, Endocrine and Metabolic Disorders 4 (4):  265–75. (December 2004). doi:10.2174/1568008043339668. PMID 15578977.
- “The Vpr protein from HIV-1: distinct roles along the viral life cycle”. Retrovirology 2 (1):  11. (2006). doi:10.1186/1742-4690-2-11. PMC 554975. PMID 15725353.
- “Reversible glutathiolation of caspase-3 by glutaredoxin as a novel redox signaling mechanism in tumor necrosis factor-alpha-induced cell death”. Circulation Research 100 (2):  152–4. (February 2007). doi:10.1161/01.RES.0000258171.08020.72. PMID 17272816.